# Fouday
Fouday es una localidad y comuna francesa situada en el departamento de Bajo Rin, en la región de Alsacia. Tiene una población de 303 habitantes (según censo de 1999) y una densidad de 148 h/km².
- Datos: Q21287
- Multimedia: Fouday / Q21287

1. ↑  Worldpostalcodes.org, código postal n.º 67130.
2. ↑  INSEE, Datos de población para el año 2012 de Fouday (en francés).